# Palomar Observatory Sky Survey
Palomar Observatory Sky Survey (POSS lub POSS I; także National Geographic Society – Palomar Observatory Sky Survey, NGS-POSS; Atlas palomarski) – fotograficzny atlas nieba. W 1949 rozpoczęto prace nad atlasem przy wsparciu National Geographic Society w obserwatorium astronomicznym na Mount Palomar. Zdjęcia do atlasu zostały zrobione teleskopem Schmidta o średnicy 1,2 metra. Mapy fotograficzne zawierały zdjęcia obiektów astronomicznych do 21m w dwóch dziedzinach spektralnych, w niebieskiej i czerwonej. Atlas pokrywa obszar nieba w zakresie od δ= –33° do δ= +90°. Atlas zawiera 1872 karty i 936 zdjęć.
W 1985 roku rozpoczęto prace nad ulepszoną wersją atlasu w trzech barwach oraz zasięgu do 22m. Do robienia zdjęć wykorzystano ten sam teleskop (w międzyczasie unowocześniony) oraz ulepszone płyty fotograficzne, a sam przegląd nieba, który potrwał do końca lat 90. nosił nazwę Second Palomar Observatory Sky Survey (POSS II).